# Crown Haven
Crown Haven – miasto na Bahamach, na wyspie Wielkie Abaco.